# Le Mariage mystique de sainte Catherine (Véronèse)
Pour les articles homonymes, voir Le Mariage mystique de Sainte Catherine.
Le Mariage mystique de Sainte Catherine est une peinture réalisée par Véronèse en 1575 ; de grandes dimensions (337 × 241 cm) le tableau est exposé aux Gallerie dell'Accademia de Venise.

## Histoire
Le tableau est daté des environs de 1575. Il fut réalisé pour le maître-autel de l'Église Santa Caterina à Venise d'où il fut retiré au cours de la Première Guerre mondiale.

## Description
Le thème du tableau est celui du mariage mystique. La peinture est l'une des œuvres les plus complètes de Véronèse, qui combine harmonieusement tous les éléments caractéristiques de son style. On peut deviner sur les doigts de cette main des bagues qui pourraient symboliser l'union. On voit également des angelots tenir une couronne de laurier en or dans la partie supérieure du tableau.
La toile représente le mariage mystique de Sainte Catherine d'Alexandrie. L'artiste a transformé l'épisode sacré en une magnifique célébration du XVIe siècle, où Sainte Catherine, accompagnée d'une suite noble et d'un groupe d'anges musiciens, prend l'image d'un aristocrate et est représentée moins dans un environnement religieux que dans un environnement vénitien typique. L'inclination de l'artiste pour la richesse des couleurs, aux lumières vives, conduit à un luxe solennel, très éloigné de la contrainte de la peinture religieuse, conçue pour provoquer des sentiments humbles, comme l'exige alors la Contre-Réforme.  La Vierge Marie tient l'Enfant Jésus qui enserre la main de Sainte Catherine en signe de mariage. On devine sur les doigts de cette main des bagues qui pourraient symboliser l'union. 
La construction du tableau est l'une des variantes les plus réussies de l'autel de Pesaro (1519-1526) du Titien de la Basilique Santa Maria Gloriosa dei Frari de Venise : la même composition diagonale et asymétrique grâce à l'escalier menant au trône de la Vierge sur le côté gauche du tableau. Une paire de colonnes corinthiennes, comme des piliers de la foi, soutiennent les voûtes du temple sur les côtés du trône. L'éclat et la saturation de la couleur de Véronèse atteint ici son apogée, avec des couleurs riches en rouge, bleu, jaune et or, comme si elles brillaient de l'intérieur. 
Véronèse a peint un autre tableau sur le même thème : Le Mariage mystique de Sainte Catherine (version de New Haven), daté de 1547 environ, et conservé à la Yale University Art Gallery, en prêt de la Barker Welfare Foundation,.

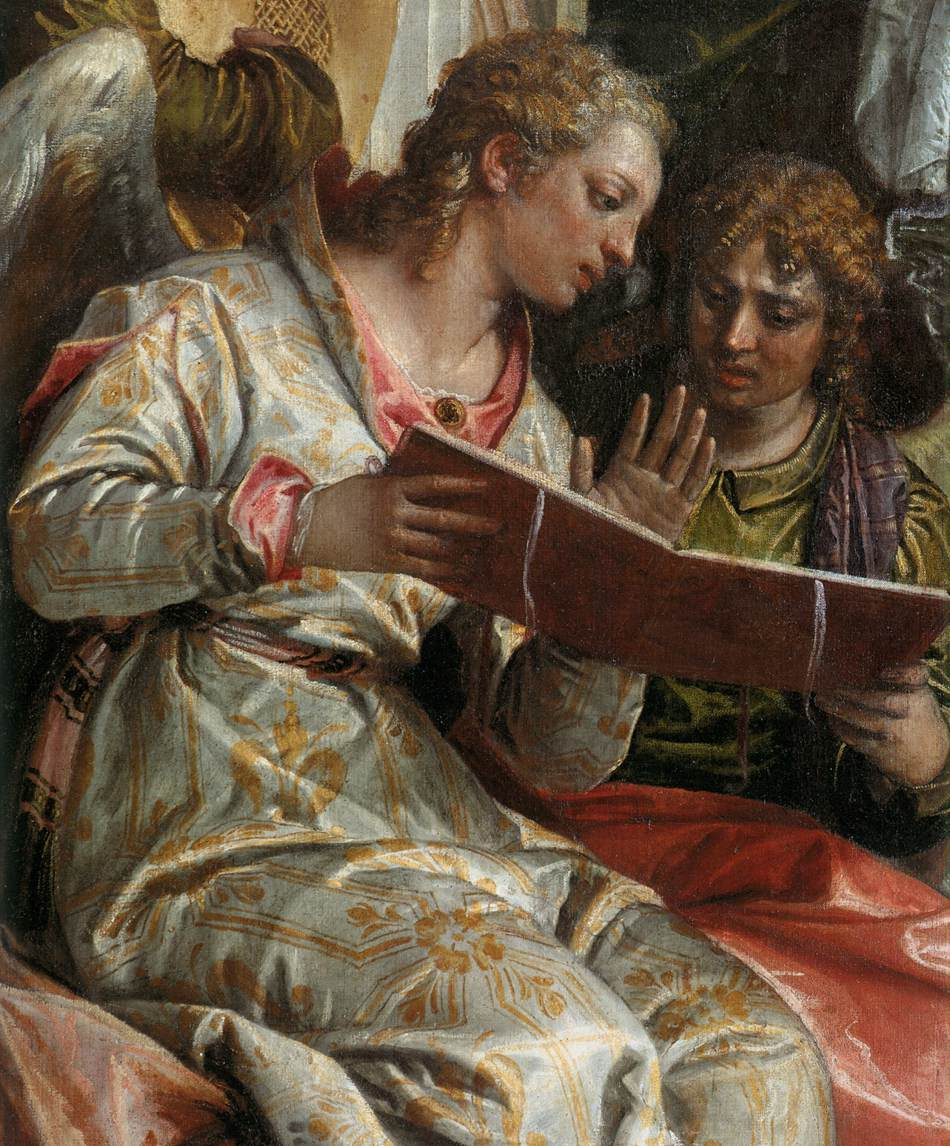
Détail.
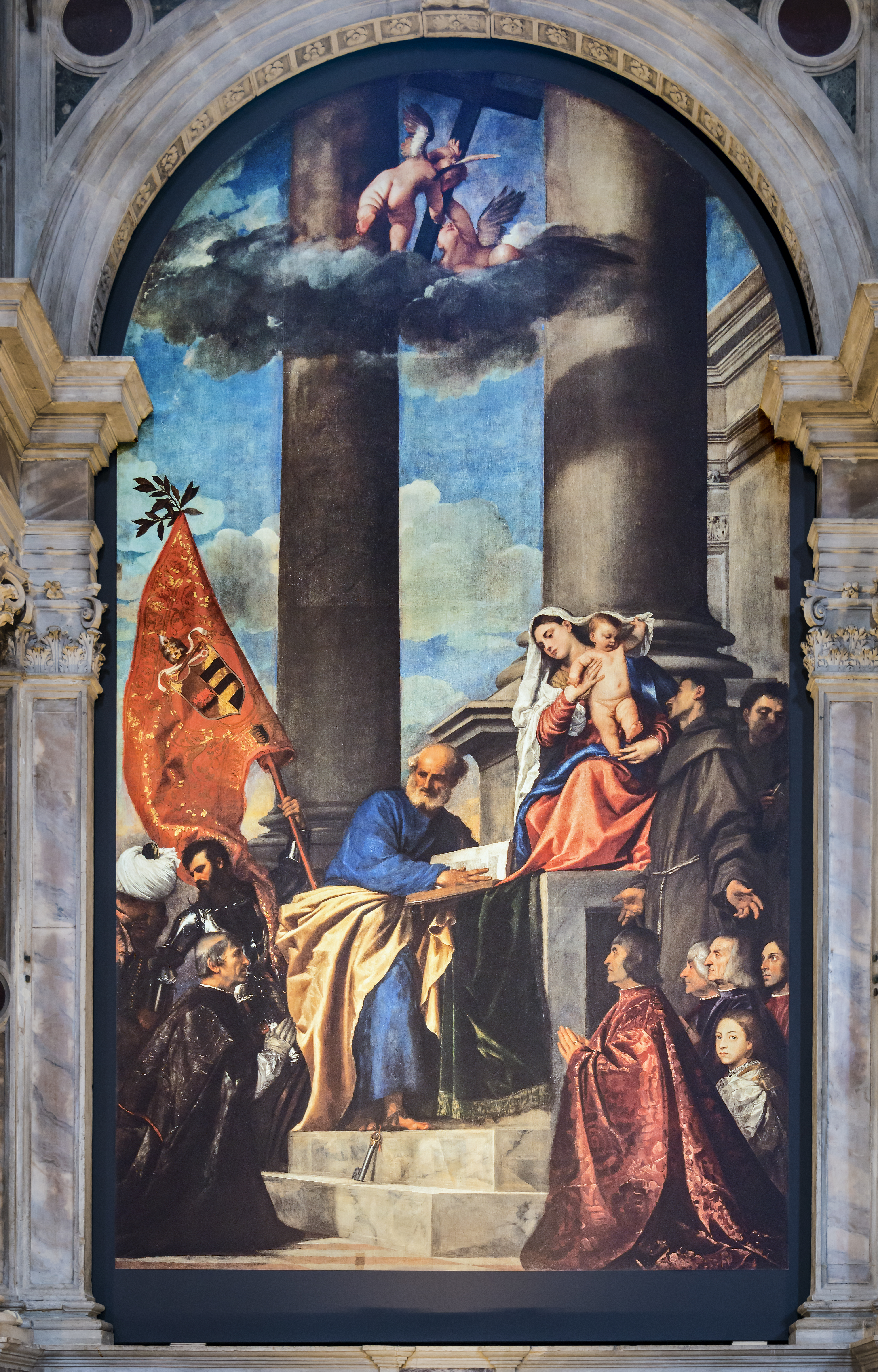
Autel de Pesaro (Titien).